# شهرستان لینکلن (داکوتای جنوبی)
شهرستان لینکلن، داکوتای جنوبی (به انگلیسی: Lincoln County, South Dakota) یک سکونتگاه مسکونی در ایالات متحده آمریکا است که در داکوتای جنوبی واقع شده‌است.

## خصوصیات
شهرستان لینکلن ۱٬۴۹۹ کیلومترمربع مساحت دارد.